# Kristus överlämnar himmelrikets nycklar till Petrus
Kristus överlämnar himmelrikets nycklar till Petrus (ibland betitlad Nyckelöverlämnandet) är en fresk (335 × 550 cm) i Sixtinska kapellet, Vatikanstaten, målad av Pietro Perugino 1481–1482. Fresken består av en strängt schematisk komposition och ger prov på Peruginos behärskning av perspektivet och hans sätt att skickligt fördela gestalterna på ytan i enlighet med en monumental geometri. 
Med denna fresk uppnådde Perugino sin största berömmelse. Den grundas speciellt på bildens perspektiviska djupverkan och den konstfullt anordnade arkitekturen. Här skildras hur Petrus, i vars efterföljd påvarna står, förlänas med det högsta prästadömet på jorden. Överlämnandet av nycklarna, symboler för kyrkans makt, åskådliggörs direkt genom den nedåtgående linjen från Kristus till den knäböjande aposteln. Bland de kringstående vittnena skall en del ansikten vara porträtt av samtida, däribland i den högra gruppen ett självporträtt av konstnären.